# Projet Shelterbelt

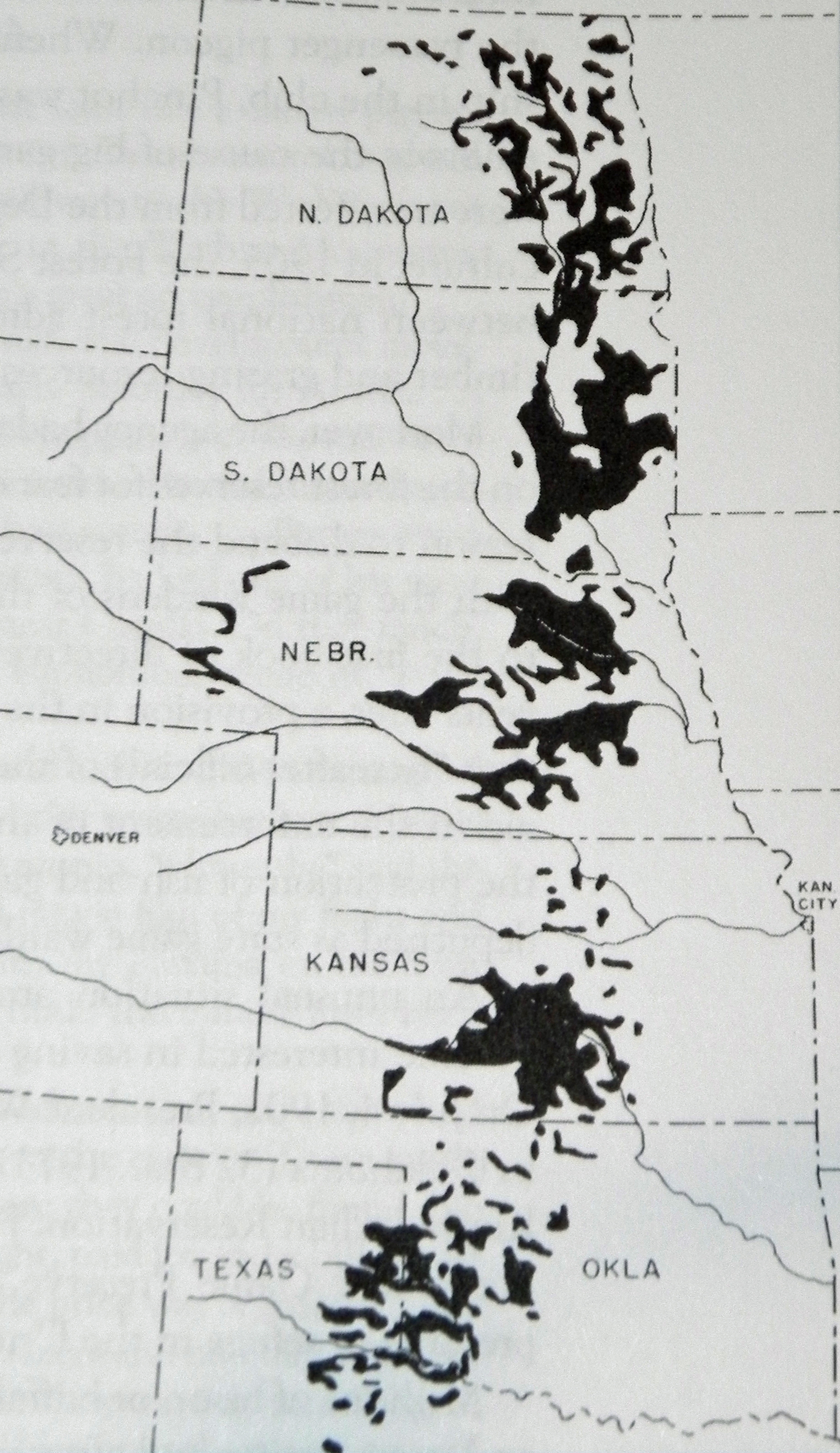
Carte des principales zones afforestées du projet Shelterbelt

Le projet Shelterbelt est un projet d'afforestation à très grande échelle lancé en 1934 aux États-Unis. Cette réalisation de macroingénierie a été mise en place afin de lutter contre le Dust Bowl, une série de tempêtes de poussières, véritable catastrophe écologique qui a touché, pendant près d'une décennie, la région américaine des Grandes Plaines dans les années 1930, érodant les terres arables sur des milliers de kilomètres carrés et contribuant à la désertification de la région.

## Caractéristiques

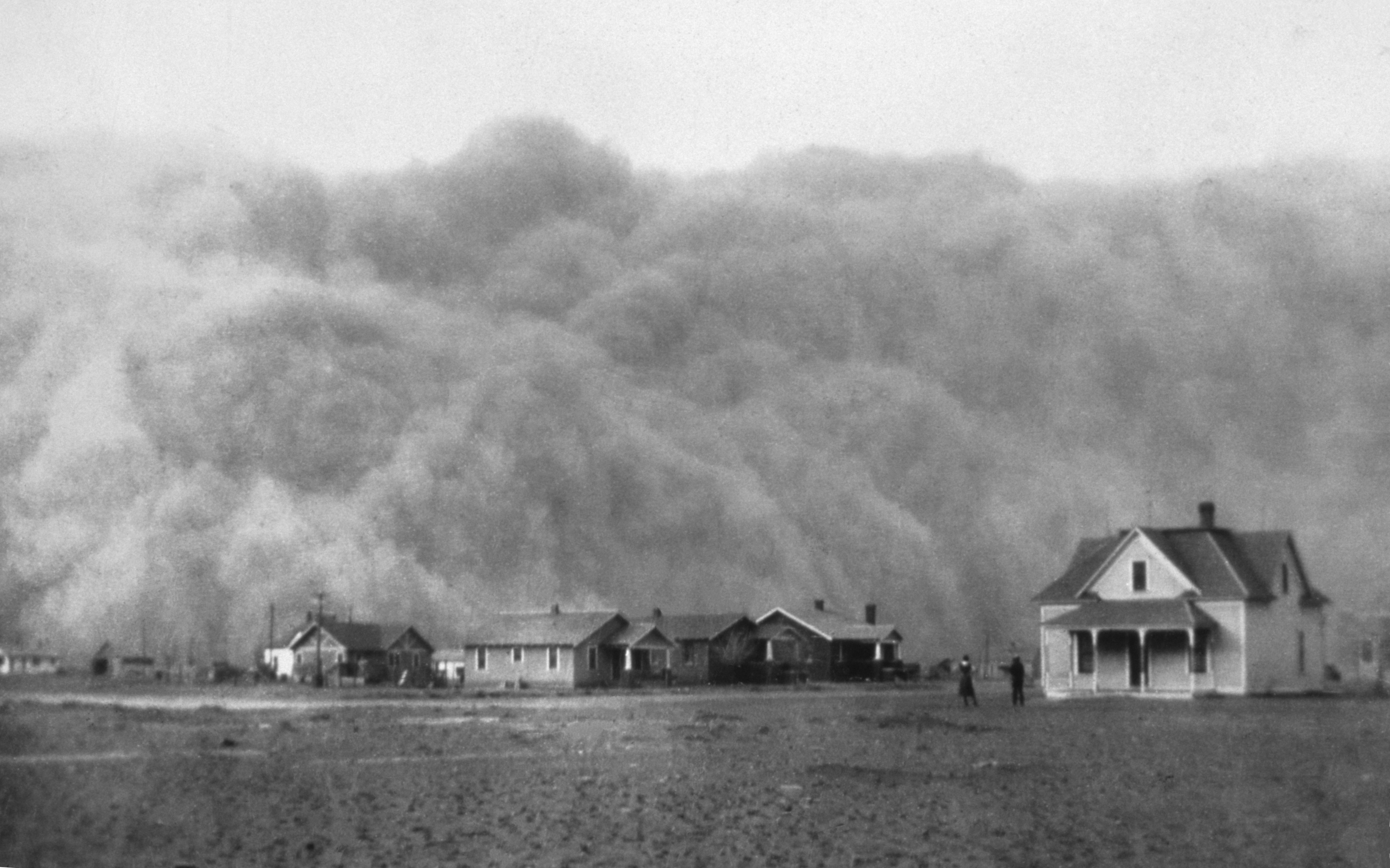
Effets du Dust Bowl : tempête de poussière dans le Texas en 1935.

La plantation a été initiée sous l'administration Roosevelt par le Service des forêts des États-Unis. Le but, en plantant des arbres était de réduire la vitesse des vents et de diminuer l'évaporation de l'humidité à la surface des sols. Le programme est lancé en 1934 et le premier arbre est planté le 18 mars 1935 dans le comté de Greer en Oklahoma. En 1942, à l'achèvement du projet, 220 millions d'arbres avaient été plantés, constituant une ceinture de 160 km de large, s'étendant du Canada au Texas sur une superficie de 29 900 km2. Elle a eu pour effet de réduire très significativement le phénomène.
Les espèces plantées ont été essentiellement du Genévrier de Virginie et du Frêne rouge de Pennsylvanie.
Cette ceinture d'arbres ainsi que la création du Natural Resources Conservation Service (en) constituent à ce jour le plus important effort du gouvernement des États-Unis pour résoudre une crise écologique,.